# Краснобрюхий крабовый канюк
Краснобрюхий крабовый канюк (лат. Buteogallus aequinoctialis) — вид хищных птиц из семейства ястребиных. Подвидов не выделяют.

## Распространение
Обитают вдоль побережья Южной Америки от восточной части Венесуэлы, Тринидада и Тобаго до южной части Бразилии. Естественной средой обитания являются субтропические и тропические влажные равнинные, а также мангровые леса.

## Описание
Длина тела 42-47 см, размах крыльев 90-106 см. Вес 595—796 г. Эти довольно крупные птицы окрашены в тёмно-коричневый цвет, с рыжеватым брюшком и жёлтыми ногами.

## Биология
Питаются в основном крабами (например, видов Ulcides cordatus, Callinectes bocourti).